# Сибирская завирушка
Сибирская завирушка (лат. Prunella montanella) — мелкая певчая птица семейства завирушковых.

## Описание
Птица размером немного меньше воробья. Длина тела составляет 15–17 см, размах крыльев 22–24 см, масса 15–20 г. 

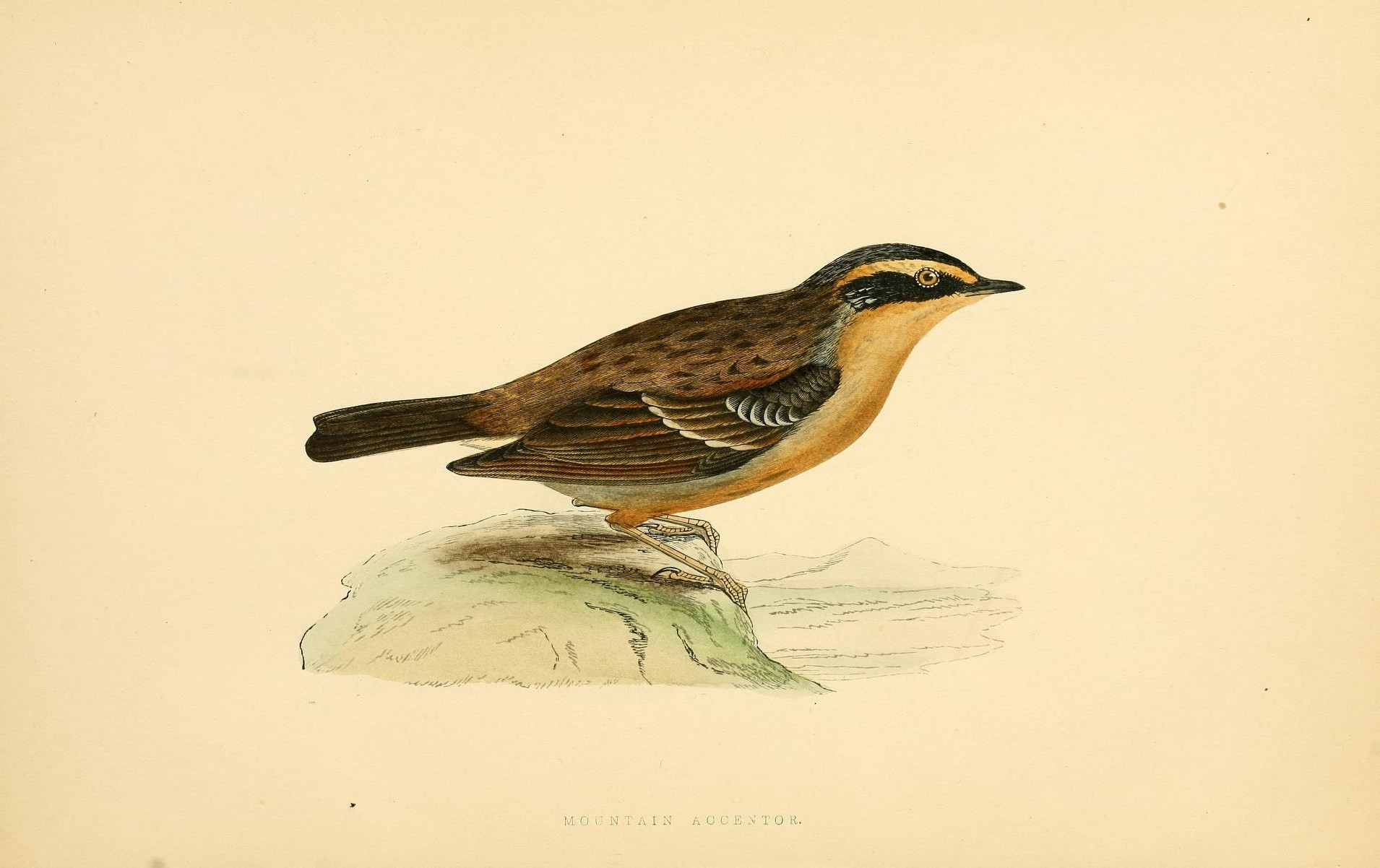

Птицы в весеннем оперении характеризуются имеющейся на голове тёмно-бурой шапочкой, края которой более тёмные и образуют черноватую полосу над бровью, по щеке через глаз проходит широкая, сужающаяся по направлению к клюву тёмно-бурая полоска («маска»). Между шапочкой и маской чётко выделяется светлая охристо-жёлтая бровь, которая иногда может выглядеть практически белой. Горло и грудь охристо-жёлтого цвета, на груди обычно имеются редкие черноватые размытые пятна. Брюхо окрашено более светло, по бокам тела находятся продольные пестрины красновато-бурого цвета. Бока шеи серые. Верхняя часть тела рыже-коричневая, на спине имеются продольные тёмные пестрины. Клюв тёмноокрашенный, в основании подклювья располагается желтоватое пятно (менее заметное, чем у альпийской завирушки). Ноги птицы - бурые, а глаза красновато-карие. Самец и самка похожи между собой, у последней в окраске спины меньше рыжего оттенка, а чёрная полоса по краю шапочки над бровью более узкая, черноватые пятна на груди менее выражены. 
У взрослых птиц в году одна полная послегнездовая линька. Осенью у птиц в свежем опереньи грудь, горло и бровь отличаются более насыщенным рыжим цветом, шапочка и маска наоборот - светлее, пестрины на спине более контрастные, чёрные пятна на груди более яркие, на маховых перьях имеются светло-охристые каёмки.  
В ювенильном наряде молодые птицы похожи на взрослых, но сверху у них меньше рыжего окраса, шапочка и маска гораздо светлее, голова окрашена тусклее и не столь контрастная, на шее почти не выражен серый цвет, на груди и по бокам горла хорошо заметны большие тёмные пятна. С августа по середину сентября у молодых птиц происходит частичная линька, после которой они уже практически не отличаются окрасом своего оперения от взрослых птиц.

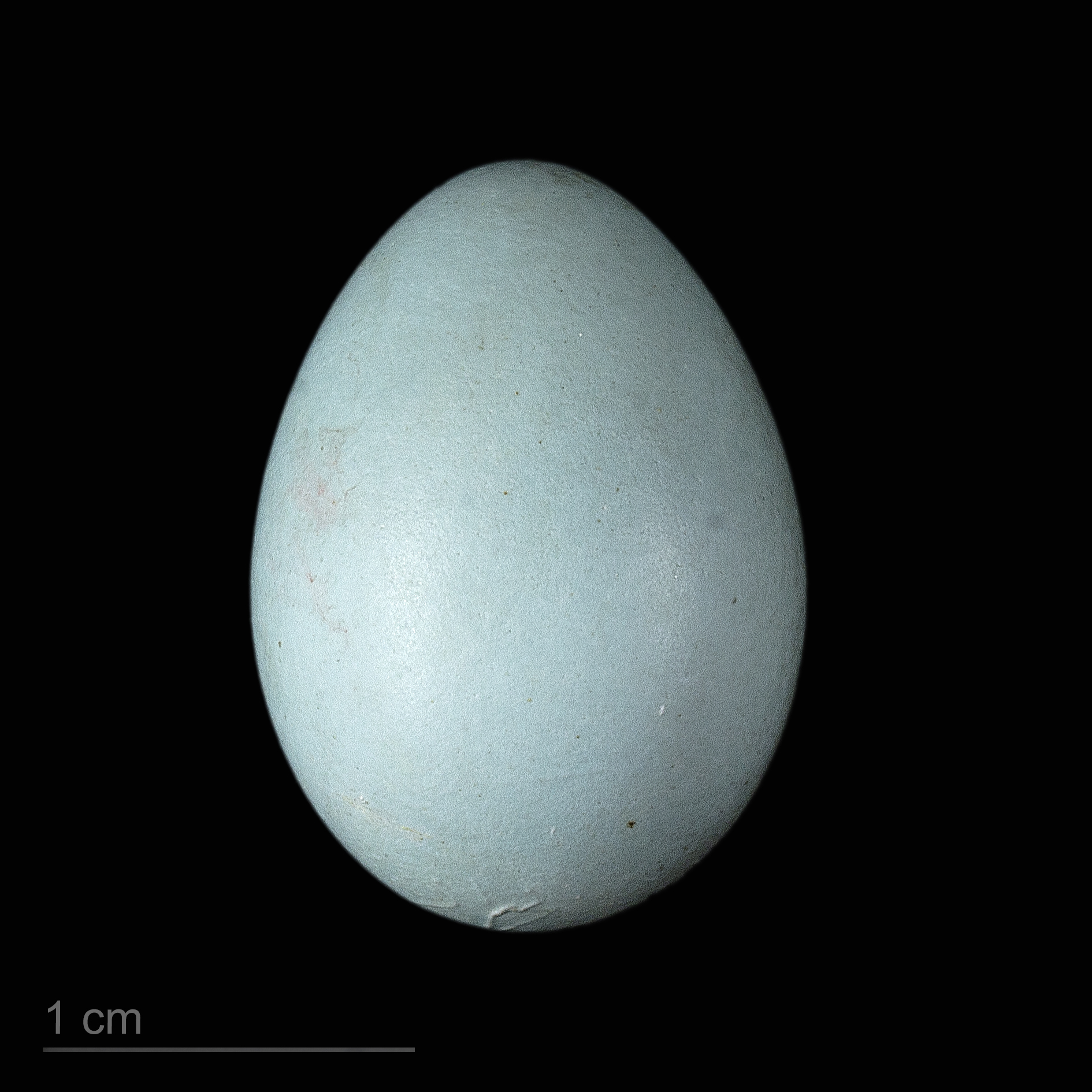
яйцо Prunella montanella - Тулузский музеум

## Голос
Самцы часто поют на вершинах деревьев или кустов. Песня весьма схожа с песней лесной завирушки и представляет собой переливчатую, тонкую, «серебристую» трель длительностью по 2–4 секунды. Имеются сведения, что для сибирской завирушки характерен издаваемый между песнями сигнал «фюитъ».

## Ареал и статус

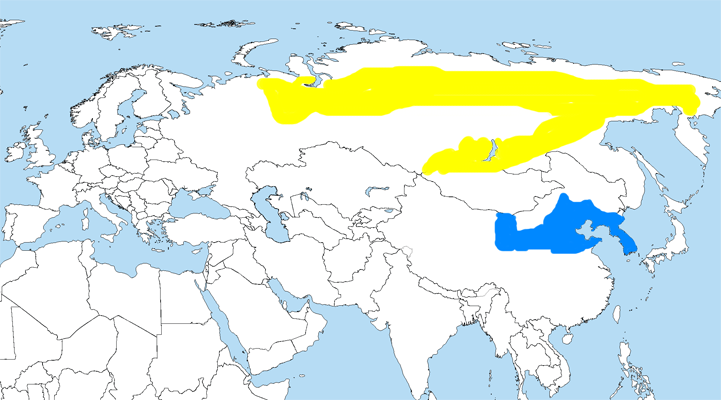
Ареал вида: желтым отмечен гнездовой летний, синим — зимний

Гнездящийся перелётный вид. Гнездовой ареал охватывает преимущественно территорию северной Азии; к западу от Урала вид встречается в северной тайге примерно до Печоры, где считается редким. Зимуют в Корее и Восточном Китае. Известны осенние залёты в среднюю полосу Европейской части России. Известны редкие единичные залёты вида зимой в Японию.

## Образ жизни
Птицы населяют разнообразные густые леса и заросли кустарников, чаще всего с присутствием елей и пихт. Питаются преимущественно насекомыми и семенами. Птенцов птицы выкармливают преимущественно насекомыми с добавлением семян. Пищу собирают на земле, реже — на деревьях и кустах.
Моногамный вид. Сезон размножения - с июня по август. Гнездо устраивают невысоко над землёй, преимущественно на ёлке или пихте. У гнезда птицы ведут себя очень скрытно, молчаливы. Гнездо довольно плотное, аккуратно сложенное, глубокое. При его постройке используется много зелёного мха, веточки, травинки, лишайники; выстилка обычно состоит из шерсти и плодоножек мха. Яйцо голубое, без рисунка. В кладке обычно 4-7 яиц. Насиживает только самка, а потомство выкармливают оба родителя. В южной части ареала могут появиться два выводка за сезон, в северной - только один.